# Крикали (парк)
Крикали — пейзажний парк в агромістечку Дуниловичі Поставського району Вітебської області Республіки Білорусь. Сформований в кінці XVIII — на початку XIX століття. Площа території парку становить 15 га.

## Історія
Знаходиться в 2 км на північний захід від Дуниловичів. Парк пейзажного типу створений на рубежі XVIII—XIX століть як садибний. Від садиби збереглися 2 флігеля з цегляними торцовими фасадами в стилі пізнього класицизму, кліть, а також бутовий міст. Площа парку — 15 гектарів. Розташований на схилах семи пагорбів, розділених глибоким яром. Парк ніколи не мав чітких кордонів і огорожі.
Парк ґрунтується на природних ландшафтах. У найвужчій частині долини був міст. Основний прогулянковий маршрут проходив від садибного будинку біля східного пагорба, за яким можна було вийти в поле та йти по схилу до родових поховань, а також йти по гребеню гряди до дерев'яного «відьминого» мосту. Гамма паркових схилів побудована в співвідношенні клена, ясена, в'яза, липи, вільхи, модрини. Парк має статус пам'ятки садово-паркового мистецтва.
Парк практично втрачено.